# Paradis secret (album)
 (novembre 2016).
Si vous disposez d'ouvrages ou d'articles de référence ou si vous connaissez des sites web de qualité traitant du thème abordé ici, merci de compléter l'article en donnant les références utiles à sa vérifiabilité et en les liant à la section « Notes et références ».
Albums de Jenifer
Ma déclaration
(2013) Nouvelle Page
(2018)
Singles
1. Paradis secret
Sortie : 17 juin 2016
2. Mourir dans tes yeux
Sortie : 2 septembre 2016
3. Aujourd’hui
Sortie : 28 février 2017

Paradis secret est le septième album studio de la chanteuse Jenifer, sorti le 28 octobre 2016.
La première semaine de sa sortie, l'album se classe no 8 du top avec plus de 8 600 ventes.
Au retour d’un concert donné au Cirque Royal de Bruxelles le 5 mars 2017, le van de la chanteuse et de son équipe percute un véhicule tous feux éteints arrêté sur l’autoroute, ce qui entraînera la mort de 2 personnes. Jenifer, blessée et choquée par ce terrible drame, préféra annuler toute sa tournée, le Paradis Secret Tour.
L'album se sera vendu à 40 000 exemplaires en Europe.

## Liste des titres[4]
| 1.  | Aujourd'hui           | Jenifer, Da Silva et Frédéric Fortuny | Jenifer, Da Silva et Frédéric Fortuny | 2:54 |
| 2.  | Des idylles           | Jenifer, Da Silva et Frédéric Fortuny | Jenifer, Da Silva et Frédéric Fortuny | 3:06 |
| 3.  | Mourir dans tes yeux  | Jenifer, Da Silva et Frédéric Fortuny | Jenifer, Da Silva et Frédéric Fortuny | 4:14 |
| 4.  | Sans penser à demain  | Jenifer, Da Silva et Frédéric Fortuny | Jenifer, Da Silva et Frédéric Fortuny | 2:51 |
| 5.  | Tout devient possible | Jenifer, Da Silva et Frédéric Fortuny | Jenifer, Da Silva et Frédéric Fortuny | 3:20 |
| 6.  | Trop de toi           | Jenifer, Da Silva et Frédéric Fortuny | Jenifer, Da Silva et Frédéric Fortuny | 2:53 |
| 7.  | L'altitude            | Jenifer, Da Silva et Frédéric Fortuny | Jenifer, Da Silva et Frédéric Fortuny | 2:48 |
| 8.  | Folle et amoureuse    | Jenifer, Da Silva et Frédéric Fortuny | Jenifer, Da Silva et Frédéric Fortuny | 2:31 |
| 9.  | Une vie périlleuse    | Jenifer, Da Silva et Frédéric Fortuny | Jenifer, Da Silva et Frédéric Fortuny | 2:46 |
| 10. | Un Surrisu Hè Natu    | Jean-Philippe Martini                 | Jean-Philippe Martini                 | 3:56 |
| 11. | Paradis secret        | Jenifer, Da Silva et Frédéric Fortuny | Jenifer, Da Silva et Frédéric Fortuny | 2:28 |

| 1.  | Aujourd'hui                     | Jenifer, Da Silva et Frédéric Fortuny | Jenifer, Da Silva et Frédéric Fortuny | 2:54 |
| 2.  | Des idylles                     | Jenifer, Da Silva et Frédéric Fortuny | Jenifer, Da Silva et Frédéric Fortuny | 3:06 |
| 3.  | Mourir dans tes yeux            | Jenifer, Da Silva et Frédéric Fortuny | Jenifer, Da Silva et Frédéric Fortuny | 4:14 |
| 4.  | Sans penser à demain            | Jenifer, Da Silva et Frédéric Fortuny | Jenifer, Da Silva et Frédéric Fortuny | 2:51 |
| 5.  | Tout devient possible           | Jenifer, Da Silva et Frédéric Fortuny | Jenifer, Da Silva et Frédéric Fortuny | 3:20 |
| 6.  | Trop de toi                     | Jenifer, Da Silva et Frédéric Fortuny | Jenifer, Da Silva et Frédéric Fortuny | 2:53 |
| 7.  | L'altitude                      | Jenifer, Da Silva et Frédéric Fortuny | Jenifer, Da Silva et Frédéric Fortuny | 2:48 |
| 8.  | Folle et amoureuse              | Jenifer, Da Silva et Frédéric Fortuny | Jenifer, Da Silva et Frédéric Fortuny | 2:31 |
| 9.  | Une vie périlleuse              | Jenifer, Da Silva et Frédéric Fortuny | Jenifer, Da Silva et Frédéric Fortuny | 2:46 |
| 10. | Un Surrisu Hè Natu              | Jean-Philippe Martini                 | Jean-Philippe Martini                 | 3:56 |
| 11. | Paradis secret                  | Jenifer, Da Silva et Frédéric Fortuny | Jenifer, Da Silva et Frédéric Fortuny | 2:28 |
| 12. | La Cavale                       | Jenifer, Da Silva et Frédéric Fortuny | Jenifer, Da Silva et Frédéric Fortuny | 3:27 |
| 13. | Obrigado (en duo avec Da Silva) | Jenifer, Da Silva et Frédéric Fortuny | Jenifer, Da Silva et Frédéric Fortuny | 2:28 |

## Singles
Le premier single extrait de cet album, sorti le 17 juin 2016 est Paradis secret. Ce titre est écrit et composé par Jenifer, Da Silva, Frédéric Fortuny et produit par Da Silva. Il se classe à la septième place du classement des singles en France.
Le second single, disponible depuis le 5 septembre 2016 est Mourir dans tes yeux .
Le troisième et dernier single est Aujourd'hui. Malheureusement, son exploitation sera stoppée avec l'arrêt de la tournée et le single ne disposera jamais d'un clip malgré plusieurs performances télés. La pochette avait pourtant été réalisée et a fuitée sur le net peu de temps après l'arrêt de l'ère.
Deux chansons supplémentaires figurent sur l'édition deluxe de l'album : "La cavale" et "Obrigado" en duo avec Emmanuel Da Silva.

## Crédits
- Album réalisé par Da Silva et Frédéric Fortuny assisté par Jules Vignon. Enrengistré à ICP Studios Bruxelles par Erwin Autrique.
- Écrit et composé par : Jenifer, Da Silva et Fréderic Fortuny (sauf "Un Surrisu Hè Natu" par Jean-Philippe Martini)
- Album interprété par Jenifer sauf le titre "Obrigado" en duo avec Da Silva.

- Guitares : Da Silva, Jean Felzine, Julien Vignon et Olivier Marty.
- Guitare acoustique : Jérôme Manufo sur "Un Surrisu Hè Natu".
- Batterie : Philippe Entressangle.
- Basse : Frédéric Jiménez.
- Piano et clavier : Frédéric Fortuny.
- Programmation : Frédéric Fortuny, Julien Vignon et Da Silva.
- Ensemble de cordes : Brussels Film Orchestra.
- Régie et violon solo : Mark Steylaerts
- Voix-Off : Da Silva sur "Tout Devient Possible".
- Cuivres sous la direction de Serge Plume.
- Direction orchestre : Bruno Bertoli.